# Цымбалист, Мария Михайловна
Мария Михайловна Цымбалист (18 ноября 1918 — ?) — свинарка колхоза «Дружба» Дондюшанского района Молдавской ССР, Герой Социалистического Труда (22.03.1966).
Родилась 18 ноября 1918 года в селе Рудь (сейчас — Дондюшанский район Молдавии).
После замужества жила в селе Самойловка того же района. Муж Константин Гаврилович Цымбалист погиб на фронте 14.01.1945 года, оставив вдову с пятью детьми.
С 1952 года работала в колхозе «Дружба» («Приетения») Атакского (с 1963 г. Дондюшанского) района в полеводстве на выращивании кукурузы и сахарной свёклы. С 1953 года свинарка.
В 1961—1965 годах в среднем за год получила и вырастила по 18,2 поросёнка в расчёте на одну свиноматку с весом к отъёму 14,3 кг. В 1966—1968 гг. соответственно 19,3 поросёнка и 15,1 кг.
За 14 лет работы на свиноферме вырастила более 5.600 поросят.
С 1968 года на пенсии.
Герой Социалистического Труда (22.03.1966).
Депутат Верховного Совета Молдавской ССР 7 созыва.
Делегат III Всесоюзного съезда колхозников (1969).
Дети — Евгений, Валерий, Клавдия, Элеонора, Аурелия. Сын Евгений — кандидат технических наук (1969), автор книг:
- Справочник механизатора-виноградаря [Текст]. — Кишинев : Картя Молдовеняскэ, 1979. — 303 с. : ил.; 21 см.
- Противоэрозионная техника и ее эксплуатация / В. И. Салаур, Е. К. Цымбалист. — Кишинев : Картя молдовеняскэ, 1988. — 338,[3] с. : ил.; 22 см; ISBN 5-362-00309-7.
- Пропашным культурам — передовую технологию / Е. К. Цымбалист, Н. Ф. Опря. — Кишинев : Картя молдовеняскэ, 1984. — 106 с. : ил.; 16 см.